# Jakob Mölbert
Jakob Mölbert (* 6. März 1893 in Urbar; † 1979) war ein deutscher Politiker (CDU). Er war 1945/46 Bürgermeister der Stadt Bitburg in der Eifel und zwischen 1946 und 1972 mit Unterbrechungen Bürgermeister der nordrhein-westfälischen Stadt Bad Honnef (bis 1960 Honnef).

## Leben und Wirken
Mölbert war bis zu seiner Amtsenthebung durch die Nationalsozialisten 1933 Amtsbürgermeister des Amtes Bitburg-Land und verlegte anschließend seinen Wohnsitz nach Honnef. Nach Kriegsende 1945 wurde er von der amerikanischen Besatzungsmacht als städtischer Bürgermeister nach Bitburg zurückgeholt. Auf Bitte von Vertretern der gerade neu gegründeten Honnefer CDU erklärte er sich aber bereit, für die Partei als (ehrenamtlicher) Bürgermeister in Honnef zu kandidieren und wurde auf Vorschlag des Stadtrats vom 30. April 1946 von der Militärregierung bis zum 7. Juni 1946 ernannt. Nach der ersten Kommunalwahl in der britischen Besatzungszone im September 1946 verblieb Mölbert auf Vorschlag des Stadtrats an die Militärregierung in diesem Amt, wobei er für die Leitung der Stadtverwaltung nur von 1947 bis 1949 – davor und danach war dies der Stadtdirektor – verantwortlich war. Nach einer durch die damalige Gemeindeordnung bedingten Unterbrechung ab 1949 bekleidete er das Amt ab November 1952 erneut, bis er 1961 aufgrund von Auseinandersetzungen innerhalb des CDU-Stadtverbands nicht mehr für die Stadtratswahl aufgestellt wurde. Nach den darauffolgenden Kommunalwahlen wurde Mölbert schließlich im Oktober 1964 erneut zum Bürgermeister gewählt und blieb dies bis zu seinem Rückzug aus Alters- und Gesundheitsgründen im Januar 1972. Zudem war er von 1954 bis 1965 Vizelandrat des Siegkreises und über drei Jahrzehnte Mitglied des Kreistags, bis 1961 als Fraktionsvorsitzender der CDU und über längere Zeit als Vorsitzender des Finanzausschusses.

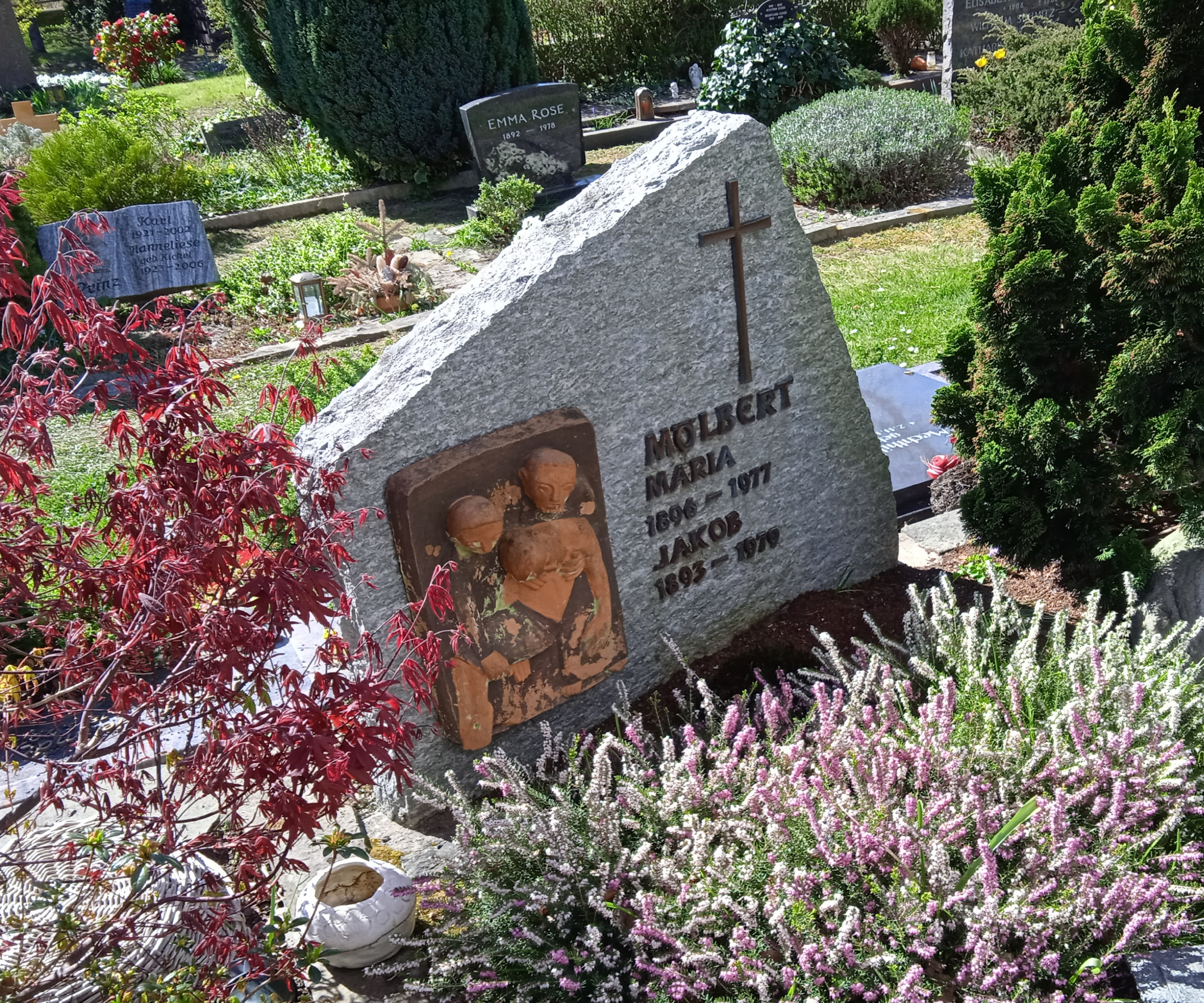
Grab von Jakob Mölbert auf dem Alten Friedhof

## Ehrungen
- 15. Februar 1973: Ehrenbürger der Stadt Bad Honnef[1]
- 1976: Bundesverdienstkreuz 1. Klasse[3]